# Марій Галина Григорівна
Галина Григорівна Марій, до шлюбу Полійовська (нар. 2 вересня 1960 року, с. Лука, Калуський район, Івано-Франківська область, УРСР) — українська журналістка, поетеса, видавниця, перекладачка, художниця, педагог та громадська діячка. Літературні псевдоніми: Галина Майорова, Галина — Марія, Єва Дробищак, Еля Клименко, Галина Райс.

## Життєпис
Галина Марій Полійовська народилася 2 вересня 1960 в селі Лука, Калуського району, Івано-Франківська область, Україна.
Працювала вчителькою української мови та літератури Перевозецької восьмирічної школи Калуського р-ну (1987–1988). Голова Калуської міської ради міського осередку Всеукраїнської громади охорони природи (1989–1995). Заступниця головного редактора газети «Калуське віче» (1995–1998)
Засновниця, головна редакторка і видавниця приватної газети «Вечірній Калуш» (1997–2000) Заступниця редактора газети «Калуське віче» (2000–2005), з 2005 року — редакторка газети «Калуське віче».
Засновниця та видавниця Першої дитячої газети «Веселий Потяг» (2006)
Перебувала біля витоків заснування незалежного видання «Калуське віче». З 2010 року на педагогічній роботі. 6 жовтня 2010 на базі Копанківської ЗОШ 1-2 ступенів від Войнилівського ЦДЮТ започаткувала гурток «Школа журналістики».
Має двох дочок.

## Творчість
Авторка першої поетичної збірки «Гілочка. Альбомна лірика» та «Збираю маки» (Калуш, 2004) та книги «Міліція Калущини» (2007), видала книгу для дітей та юнацтва «Шляхами доброти» та «Різнокольоровий дощик» (2015), «Словничок юнкора» (2013) та збірку поезій «Ніби вчора», авторка ряду проблемних статей і оглядів, що публікувалися в збірках, журналах і газетах. Авторка «Гімну юнкорів». Друкувалася в обласних, всеукраїнських та місцевих виданнях. Працює як журналістка і видавниця. Виступає також як поетка і перекладачка.
Авторка кількох поетичних книг:
1. «З осіннім присмаком сльози» (2015)
2. «Ступаю в осінь» (2015)
3. «Пучок веселих колючок» (2014)
4. «Спом'янемо з любов'ю» (2015)
5. «Трояндове вино» (2015)
6. «Парнаська оса» (2014)
7. «Радість і горе в одному флаконі» (2014)
8. «Містична Солянка» (2016)
9. «Місто на смак» (2016)
10. «Листи до Мадам» (2016)

## Громадська діяльність
У 1992 році створила Перший Дитячий екологічний парламент Галичини. Учасниця Міжнародної Дитячої екологічної Асамблеї «Земля нам і нащадкам», м. Київ (1993).
Авторка проєкту Міжнародної програми «Зменшення шкоди від вживання наркотиків», який проводив Інститут відкритого суспільства при Фонді Дж. Сороса. Працювала із Інститутом Масової Інформації (2005—2014).
В 2005 — учасниця проєкту Агентства США з міжнародного розвитку.
В 2006 — кандидат на посаду міської голови м. Калуша. Досконало вивчила болючі проблеми міста та шляхи їх вирішення. На сторінках газети «Калуське віче» висвітлювала життя громади міста. Голова антикорупційного об'єднання «Нова Калущина» та Голова Правління благодійного дитячого фонду «Сонячні долоні» (2006–2017).

## Нагороди та відзнаки
- Відзнака міського голови за висвітлення комунальних проблем м. Калуш. (2005)
- Відзнака міського відділу освіти (1980)
- Відзнака Всеукраїнського товариства охорони природи (1992)